# Wynot, Nebraska
Wynot, Nebraska (енгл. Wynot) град је у америчкој савезној држави Небраска.

## Демографија
По попису из 2010. године број становника је 166, што је 25 (-13,1%) становника мање него 2000. године.
| Група             | 2000.        | 2010.       |
| Белци             | 191 (100,0%) | 165 (99,4%) |
| Афроамериканци    | 0 (0,0%)     | 0 (0,0%)    |
| Азијати           | 0 (0,0%)     | 0 (0,0%)    |
| Хиспаноамериканци | 0 (0,0%)     | 0 (0,0%)    |
| Укупно            | 191          | 166         |